# カワサキ・GPz250
GPz250（ジーピーゼットにひゃくごじゅう）とは、川崎重工業が製造していたオートバイである。
GPZシリーズにおいて、空冷エンジン搭載車種のエンブレムは、GPZ250のようにZ以降末尾までが背の低い文字でデザインされていたが、水冷エンジン搭載以降は全て同じ高さの文字に変更された。そのため、車名エンブレムで冷却方式を判別することが出来る。
各種媒体において表記ゆれの場合があるが、カワサキのパンフレットでは本車種を「GPz250」と表記していたため、本項でもそれに倣う。

## 概要
1983年3月に発売された。Z250FTの後継機種にあたり、先代譲りの空冷4ストロークOHC2バルブ直列2気筒エンジンを搭載する一方で、リアサスペンションをツインショック式からモノショック式「ユニトラック」に変更し、駆動方式をチェーン駆動からベルト駆動に変更、ビキニカウルを装備する点などが特徴と言える。また、ブレーキに関しては、前後ディスクの構成であったものから、本機種ではフロント側ダブルディスクとリア側ドラムを採用している。1985年に後継機種となるGPZ250Rが発売されるとともに、GPz250の日本国内での販売は終了した。
派生車種として、輸出専用モデルとなるZ250Tがある。先代Z250FTの輸出モデル「Z250A」の後継機種であり、ペットネームの "Scorpion" も引き続き使用された。ベルト駆動とモノショック式リアサスペンションである点はGPz250と共通しているが、フロントのシングルディスクとカウルレスのネイキッド・モデルである点が異なっている。Z250Tは後述のGPz305と共に1980年代後半まで販売された。
また、排気量拡大版として、これも輸出専用モデルとなるGPz305がある（GPz250としては輸出されず250ccモデルの海外仕様は存在しない）。Z250Tとは異なり、ビキニカウルを装備したデザインはGPz250と共通であり、排気量に関してはボア55mmを61mmに拡大したエンジンを搭載する（ストロークは52.4mmで共通）。基本的にはベルトドライブ方式のEX305-B型となるが、チェーンドライブ方式を採用したEX305-A型も最初期に存在した。B型は1987年モデルのEX305-B5まで製造された。

## モデル一覧

### GPz250
EX250C1
1983年3月発売。
EX250C1
1984年発売。
EX250-C3
1985年発売。
EX250-C4
1986年発売。
EX250-C5
1987年発売。

### Z250T
ER250-B1
1983年発売。
ER250-B2
1984年発売。
ER250-B3
1985年発売。

### GPz305
EX305-B1
1983年発売。
EX305-B2
1984年発売。
EX305-B3
1985年発売。
EX305-B4
1986年発売。
EX305-B5
1987年発売。